# Ernest Haycox
Ernest James Haycox (ur. 1 października 1899 w Portland w stanie Oregon, zm. 13 października 1950 tamże) – amerykański pisarz, autor powieści i opowiadań z Dzikiego Zachodu.

## Życie
Haycox urodził się w Portland w stanie Oregon. W roku 1923 ukończył University of Oregon na kierunku dziennikarskim. Opublikował ponad dwadzieścia powieści. Były autorem około trzystu opowiadań, które publikował w tanich czasopismach popularnych we wczesnych latach 20. W latach 30. i 40. pisywał do Collier's Weekly oraz The Saturday Evening Post. Na temat opowiadań Haycoxa publikowanych w tym okresie bardzo pochlebnie wypowiedział się Ernest Hemingway, który w jednym ze swoich listów napisał "Czytam The Saturday Evening Post zawsze, kiedy zawiera kolejny fragment opowiadania Ernesta Haycoxa".
Na opowiadaniu „Stage to Lordsburg” z roku 1937 oparto scenariusz filmu z roku 1939 Dyliżans reżyserowanego przez Johna Forda. Jedną z gwiazd tej produkcji stał się John Wayne, dla którego był to początek wielkiej kariery aktorskiej. Powieść Trouble Shooter z roku 1936 opublikowana w odcinkach na łamach Collier`s Weekly stała się podstawą dla scenariusza filmu Union Pacific z roku 1939, którego reżyserem był Cecil B. DeMille, a w rolach głównych wystąpili Barbara Stanwyck i Joel McCrea.
Podczas plebiscytu w roku 2005 zorganizowanego przez stowarzyszenie  Western Writers of America Haycoxa wybrano jako jednego z 24 najlepszych autorów westernów w wieku XX.

## Wybrane dzieła
Uwaga: Wiele z powieści i opowiadań Haycoxa opublikowano pod więcej niż jednym tytułem. Lista zawiera tytułu wykorzystane w oryginalnych wydaniach.

### Powieści
| - Free Grass (1928) - Chaffee of Roaring Horse (1929) - Whispering Range (1931) - Starlight Rider (1933) - Riders West (1934) - Rough Air (1934) - The Silver Desert (1935) - Trail Smoke (1936) - Trouble Shooter (1936) | - Deep West (1937) - Sundown Jim (1937) - Man in the Saddle (1938) - The Border Trumpet (1939) - Saddle and Ride (1939) - Rim of the Desert (1941) - Trail Town (1941) - Alder Gulch (1941) | - Action by Night (1942) - The Wild Bunch (1943) - Bugles in the Afternoon (1943) - Canyon Passage (1945) - Long Storm (1946) - Head of the Mountain (1952) - The Earthbreakers (1952) - The Adventurers (1954) |

### Opowiadania
| Lata 20. - "The Trap Lifters" (1922) - "The Coolie Catcher" (1923) - "A Burnt Creek Yuletide" (1924) - "The Ditch to Freedom" (1924) - "Budd Dabbles in Homesteads" (1924) - "A Wooing in the Wilds" (1925) - "Prairie Yule" (1925) - "Light of the West" (1926) - "Frontier Blood" (1926) - "The Code" (1926) - "The Timberline Fugitive" (1927) - "The Gun-Shot Path" (1927) - "Winds of Rebellion" (1927) - "Under Western Skies" (1927) - "The Belle of Sevensticks" (1927) - "A Rider of the High Mesa" (1927) - "A New Deal in Sevensticks" (1927) - "One Night in Blackfoot" (1927) - "The Man From Montana" (1927) - "Bound South" (1928) - "Starlight and Gunflame" (1928) - "The Octopus of Pilgrim Valley" (1928) - "The Desert Eye" (1928) - "Secret River" (1928) - "A Municipal Feud" (1928) - "The Sheriff of Crooked Rib" (1928) - "The Grim Canyon" (1928) - "Guns Up!" (1928) - "Sevensticks Gambler" (1928) - "The Bandit from Paloma County" (1929) - "Renegade Law" (1929) - "Brand Fires on the Ridge" (1929) - "The Return of a Fighter" (1929) - "Fighting Man" (1929) - "Invitation by Bullet" (1929) - "Discovery Gulch" (1929) - "Night Raid" (1929) - "Wild Horse Lode" (1929) - "By Rope and Lead" (1929) | Lata 30. - "The Killers" (1930) - "Pistol Gap" (1930) - "Dolorosa, Here I Come" (1930) - "Son of the West" (1930) - "Crossfire" (1931) - "Manhunt" (1931) - "The Gun Singer" (1931) - "Old Tough Heart" (1931) - "Ride Out!" (1931) - "Smoke Talk" (1931) - "McQuestion Rides" (1931) - "The Feudists" (1932) - "The Fighting Call" (1932) - "The Roaring Hour" (1932) - "Hang Up My Gun" (1932) - "Blizzard Camp" (1932) - "The Kid From River Red" (1932) - "Found Out" (1932) - "Breed of the Frontier" (1932) - "Farewell, Laramie, Farewell!" (1932) - "Their Own Lights" (1933) - "The Decision" (1933) - "At Wolf Creek Tavern" (1933) - "The Hour of Fury" (1933) - "Gambler’s Heart" (1933) - "Odd Chance" (1933) - "Second-Money Man" (1933) - "Smoky Pass" (1934) - "Pride" (1934) - "High Wind" (1935) - "Way Up the Bozeman" (1935) - "Make Me Believe" (1935) - "Born to Conquer" (1936) - "The Stranger" (1936) - "Proud People" (1938) - "Woman Hungry" (1937) - "Stage to Lordsburg" (1937) - "Free Land" (1937) - "Scout Detail" (1938) - "This Woman and This Man" (1938) - "Down the River" (1938) - "A Man Needs an Answer" (1938) - "An Interval in Youth" (1938) - "Blizzard" (1939) - "Fourth Son" (1939) - "The Long Years" (1939) - "A Girl Must Wait" (1939) | Lata 40. i 50. - "The Drifter" (1940) - "The Silver Saddle" (1940) - "Change of Station" (1940) - "Room 515" (1940) - "On Don Jaime Street" (1940) - "Some Were Brave" (1940) - "Weight of Command" (1940) - "Martinet" (1941) - "The Quarrel" (1941) - "Dispatch for the General" (1942) - "Second Choice" (1942) - "Faithfully, Judith" (1942) - "Always Remember" (1942) - "A Young Man’s Fancy" (1942) - "Skirmish at Dry Fork" (1942) - "Time of Change" (1942) - "The Colonel’s Choice" (1942) - "Deep Water" (1943) - "Paycheck" (1943) - "Only the Best" (1943) - "From the Tuality" (1943) - "At Anselm's" (1944) - "Departure" (1946) - "Snow in the Canyon" (1948) - "Mrs. Benson" (1948) - "Custom of the Country" (1948) - "Dead-Man Trail" (1948) - "Night of Parting" (1948) - "Call This Land Home" (1948) - "Things Remembered" (1949) - "Violent Interlude" (1949) - "Outlaw’s Reckoning" (1949) - "The Land That Women Hate" (1949) - "The Inscrutable Man" (1951) |

### Zbiory opowiadań
| - Outlaw (1939) - Murder on the Frontier (1942) - Pioneer Loves (1948) - Prairie Guns (1949) - The Last Rodeo (1949) - Rough Justice (1950) - By Rope and Lead (1951) - Rawhide Range (1952) | - Vengeance Trail (1955) - Gun Talk (1956) - Brand Fires on the Ridge (1959) - Sixgun Duo (1965) - Trigger Trio (1966) - Burnt Creek: A Frontier Duo (1996) - New Hope (1998) |

## Ekranizacje
- Union Pacific (1939), oparty na Trouble Shooter (1936)
- Stagecoach (Dyliżans) (1939), oparty na "Stage to Lordsburg" (1937)
- Sundown Jim (1942), oparty na Sundown Jim (1937)
- Abilene Town (1946), oparty na Trail Town (1941)
- Canyon Passage (1946), oparty na Canyon Passage (1945)
- Man in the Saddle (1951), oparty na Man in the Saddle (1938)
- Bugles in the Afternoon (1952), oparty na Bugles in the Afternoon (1943)
- The Far Country (1954), oparty na Alder Gulch (1941)
- Stagecoach (Ringo Kid) (1966), oparty na "Stage to Lordsburg" (1937)